# Civisme

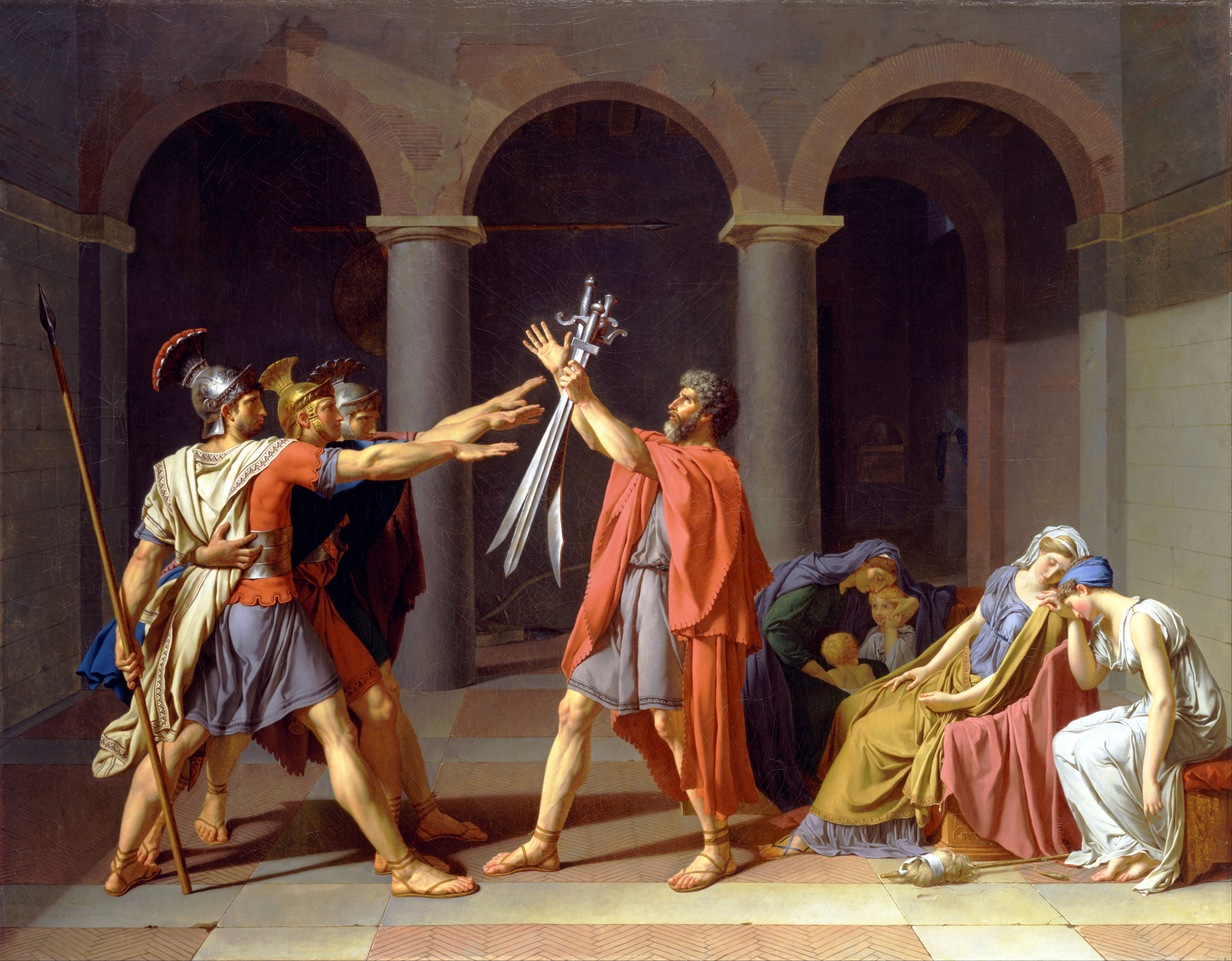
Une peinture de Jacques-Louis David, Le Serment des Horaces, illustrant un moment dramatique de Tite-Live, un historien romain incarnant les idées de la vertu civique du XVIIIe siècle.

Le civisme, du mot latin civis, est l’art d’être citoyen. Il désigne le respect et le dévouement du citoyen pour la collectivité dans laquelle il vit ainsi que le respect de ses conventions et de ses lois. Cet ensemble de règles écrites ou non écrites, de normes sociales, vise la régulation de la vie en société et facilite la vie en groupe.
Le terme civisme s'applique dans le cadre d'un rapport à l'institution représentant la collectivité : il s'agit donc du respect de la « chose publique » et de l'affirmation personnelle d'une conscience politique. Le civisme implique donc la connaissance de ses droits comme de ses devoirs vis-à-vis de la société.
Il apparaît pour la première fois dans L'Année littéraire de 1770, dans un contexte où se sont diffusés les concepts du Contrat social de Rousseau. On en trouverait la définition chez Montesquieu, qui parle d’un « amour [des lois] demandant une préférence continuelle de l’intérêt public au sien propre ». Toutefois, aucun de ces deux philosophes n’a employé ce mot une seule fois. Le terme civisme apparait sous la plume du révolutionnaire français Jean-Paul Marat en 1790, mais dans un sens complètement différent : était civique le partisan de la révolution et de son régime.
Apparu au cours des années 1990, l'emploi de citoyenneté au sens de civisme est contesté. En effet, la citoyenneté n'exprime que la condition de citoyen, tandis que le civisme exprime la condition du citoyen conscient de ses devoirs. « Singulièrement dépourvu de civisme, Al Capone jouissait cependant de la citoyenneté américaine ».
On distingue également le civisme du savoir-vivre et de la civilité, qui relèvent du respect d'autrui dans le cadre des rapports privés. Le respect dont il est question ici est celui des principes collectifs sans que cela soit forcément en contradiction avec les lois. En effet, dans certains cas, l'acte d'incivisme peut ne pas être légalement réprimé (en France, par exemple, se soustraire à son devoir d'électeur n'est pas puni par la loi).

## Histoire

### Grèce et Rome antiques
Dans la culture classique de l'Europe occidentale et dans les pays qui suivent cette tradition politique, l'intérêt pour la vertu civique commence avec les plus anciennes républiques dont nous disposons, Athènes et Rome. Tenter de définir les vertus nécessaires pour gouverner avec succès la polis athénienne était un sujet de préoccupation important pour Socrate et Platon ; une différence de vision civique a finalement été l'un des facteurs qui ont conduit au procès de Socrate et à son différend avec la démocratie athénienne. La Politique d'Aristote considérait que la citoyenneté était constituée, non pas de droits politiques, mais plutôt de devoirs politiques. Les citoyens étaient censés mettre de côté leur vie et leurs intérêts privés et servir l'État conformément aux devoirs définis par la loi. À Sparte et à Athènes, la qualité de citoyen était indissociable de celle de soldat et l'« armée-citoyenne » se confondait avec la cité lorsque la patrie est en danger.
Rome, plus encore que la Grèce, a produit un certain nombre de philosophes moralistes tels que Cicéron, et d'historiens moralistes tels que Tacite, Salluste, Plutarque et Tite-Live. Nombre de ces personnages ont été personnellement impliqués dans les luttes de pouvoir qui ont eu lieu à la fin de la République romaine, ou ont écrit des élégies sur la liberté perdue pendant la transition vers l'Empire romain. Ils avaient tendance à imputer cette perte de liberté au manque de vertu civique de leurs contemporains, qu'ils comparaient à des exemples idéalistes de vertu tirés de l'histoire romaine (mos majorum), voire à des "barbares" non romains.

### Moyen Âge et Renaissance
Les textes de l'Antiquité sont devenus très populaires pendant la Renaissance. Les érudits s'efforcent d'en rassembler le plus grand nombre possible, notamment dans les monastères, à Constantinople et dans le monde musulman. Grâce à la redécouverte de l'éthique de la vertu et de la métaphysique d'Aristote par Avicenne et Averroès, Saint Thomas d'Aquin a fusionné les vertus cardinales telles que définies par Aristote avec le christianisme dans sa Somme théologique (1273).
Les humanistes voulaient rétablir l'ancien idéal de vertu civique par l'éducation. Au lieu de punir les pécheurs, on pensait que le péché pouvait être évité en élevant des enfants vertueux. Vivre en ville est devenu important pour l'élite, car les gens en ville sont obligés de se comporter correctement lorsqu'ils communiquent avec les autres. Le problème est que la prolétarisation des paysans crée un environnement dans les villes où ces travailleurs sont difficiles à contrôler. Les villes essayaient de tenir les prolétaires à l'écart ou de les civiliser en les forçant à travailler dans des maisons de pauvres. Les aspects importants du civisme étaient : la conversation civique (écouter les autres, essayer de parvenir à un accord, se tenir informé pour pouvoir apporter une contribution pertinente), le comportement civilisé (port de vêtements décents, accentuation, contenance de ses sentiments et ses besoins), le travail (les gens devaient apporter une contribution utile à la société). La religion a changé. Elle est devenue plus axée sur le comportement individuel que sur une communion de personnes. Les personnes qui croyaient au civisme appartenaient à une petite majorité entourée de "barbarie". L'autorité parentale est populaire, surtout l'autorité du monarque et de l'État[réf. souhaitée].

### Au siècle des Lumières
Le civisme fut très populaire pendant le siècle des Lumières , mais il avait changé de façon spectaculaire. L'autorité parentale a commencé à décliner. La liberté est devenu populaire. Toutefois, les gens ne pouvaient être libres qu'en contenant leurs émotions afin de garder un peu d'espace pour les autres. Il n'était plus question d'essayer de tenir les prolétaires à l'écart ou de les mettre dans une maison-Dieu. L'accent fut mis sur l'éducation. Le travail est une vertu importante au cours du Moyen Âge et de la Renaissance, mais les personnes qui travaillaient (les laboratores) étaient traitées avec mépris par l'élite qui ne travaillait pas. Le XVIIIe siècle a mis fin à cela. Le pouvoir croissant de la classe des riches marchands a souligné l'importance du travail et de la contribution à la société pour tous, y compris l'élite. Les sciences étaient populaires. Le gouvernement et les élites tentent de changer le monde et l'humanité de manière positive en développant la bureaucratie. D'éminents penseurs pensaient que l'éducation et la suppression des barrières pourraient libérer tout le monde de la stupidité et de l'oppression. Des conversations civiques avaient lieu dans les sociétés savantes et les journaux scientifiques.

### Dans les révolutions républicaines duXVIIIesiècle
Le civisme est également devenu un sujet d'intérêt public et de la discussion au cours du XVIIIe siècle, en partie à cause de la Guerre d'indépendance des États-Unis. Dans une anecdote publiée pour la première fois en 1906, Benjamin Franklin répond à une femme qui lui demanda : « Eh bien, Docteur, qu'avons-nous obtenu : une République ou une Monarchie ? » Il a répondu : « Une République, si vous pouvez la garder. » L'usage courant de cette citation est de soutenir, par le biais de l'autorité de Franklin, l'opinion selon laquelle les républiques exigent de cultiver des croyances, des intérêts et des habitudes politiques spécifiques parmi leurs citoyens, et que si ces habitudes ne sont pas cultivées, elles risquent de retomber dans une sorte de régime autoritaire, comme une monarchie.
Selon l'historien américain Gordon S. Wood, il s'agit d'une hypothèse universelle du XVIIIe siècle  selon laquelle, si aucune forme de gouvernement n'est plus belle qu'une république, les monarchies présentent divers avantages : le faste et les circonstances qui les entourent cultivent le sentiment que les dirigeants sont en fait supérieurs aux dirigés et ont droit à leur obéissance, et maintiennent l'ordre par leur présence.
En revanche, dans une république, les dirigeants étaient les serviteurs du peuple, et il ne pouvait donc y avoir de contrainte exercée sur eux. Les lois devaient être respectées par conscience, plutôt que par crainte de la colère du dirigeant. Dans une monarchie, les gens pouvaient être contraints par la force de soumettre leurs propres intérêts à ceux de leur gouvernement. Dans une république, en revanche, les gens doivent être persuadés de soumettre leurs propres intérêts au gouvernement, et cette soumission volontaire constituait la notion de civisme au XVIIIe siècle. En l'absence d'une telle persuasion, l'autorité du gouvernement s'effondre, et la tyrannie ou l'anarchie sont imminentes.
Les auteurs politiques et les historiens de l'époque classique, et plus particulièrement ceux de l'époque romaine, ont confirmé l'existence de cet idéal. Mais comme les auteurs romains ont écrit à une époque où l'idéal républicain romain était en train de disparaître, ses formes mais pas son esprit ni sa substance étant préservés dans l'Empire romain, les révolutionnaires américains et français du XVIIIe siècle les ont lus avec l'esprit de déterminer comment la république romaine avait échoué, et comment éviter de répéter cet échec. Dans ses Réflexions sur l'ascension et la chute des républiques antiques, l'historien whig anglais Edward Wortley Montagu a cherché à décrire « les principales causes de cette dégénérescence des mœurs, qui a réduit ces peuples autrefois braves et libres au plus abject des esclavages ».
Suivant cette lecture des idéaux romains, le général américain Charles Lee envisageait une société spartiate et égalitaire où chaque homme était soldat et maître de sa propre terre, et où les gens étaient « instruits dès leur plus jeune âge à se considérer comme la propriété de l'État [et] toujours prêts à sacrifier leurs préoccupations à ses intérêts ». L'agrarisme de Thomas Jefferson représentait également un système de croyance similaire ; Jefferson croyait que la république idéale était composée d'agriculteurs ruraux indépendants plutôt que de commerçants urbains.
Ces idéaux largement répandus ont conduit les révolutionnaires américains à fonder des institutions telles que la Société des Cincinnati, nommée d'après le dictateur romain Lucius Quinctius Cincinnatus, qui, selon Tite-Live, quittait sa ferme pour diriger l'armée de la république romaine pendant une crise, et retournait volontairement à sa charrue une fois la crise passée. À propos de Cincinnatus, Tite-Live écrit :

« Operae pretium est audire qui omnia prae diuitiis humana spernunt neque honori magno locum neque uirtuti putant esse, nisi ubi effuse afluant opes… (Il vaut la peine que ceux qui méprisent toutes les choses humaines pour l'argent, et qui supposent qu'il n'y a pas de place pour un grand honneur ou une grande vertu, sauf là où se trouve de la richesse, écoutent son histoire. ) »

— Tite-Live, L'Histoire de Rome depuis sa fondation, livre III
Au début de la Révolution française, les Dictionnaires créditent le mot civisme du titre de néologisme, même si les premiers emplois du mot civisme sont attestés depuis les années 1770. Pour l'abbé Sieyès, tous les hommes de France ont des droits communs qui forgent leur « caractère de citoyen » qui « imprime au citoyen la qualité représentable »: c'est ainsi que Sieyès définit le civisme des années 1780-1790. En effet, le libéral Sieyès distingue « l'égalité de civisme » (ou « égalité des droits civils »), qui constitue l'universalité des citoyens, avec « l'égalité des droits politiques » spécifique à l'établissement de la représentation politique, qui ne sont exercés que par les seuls « citoyens actifs », à la fois électeurs et éligibles. Il considère le privilégié (c'est-à-dire pour Sieyès, tout homme qui prétend ne pas être totalement soumis à la loi commune ou qui prétend bénéficier à des droits exclusifs en raison de son statut) comme hors civisme et donc ne saurait être représenté et n'aurait pas le droit de prendre la parole sur la place publique ou au parlement pour défendre ses intérêts car le privilégié veut se distinguer des autres citoyens. Pendant l'ère révolutionnaire, la quête de « l'égalité de civisme » s'actualise avant tout au sein de l'Assemblée Nationale. Toutefois, la majorité des députés de l’Assemblée nationale législative puis ceux de la Convention nationale, va s'éloigner de la pratique restrictive du civisme de Sieyès, afin de montrer l'ampleur réel des rituels civiques initiés par un espace d’assemblée foncièrement interlocutif. Dans son discours du 18 pluviôse an II (5 février 1794), Maximilien de Robespierre aborde les "erreurs inévitables du civisme" en parlant des erreurs que les représentants du peuple et les citoyens patriotes peuvent commettre en raison de leur humanité et de leurs préjugés et invite à ne pas les confondre avec les "erreurs calculées de la perfidie", c'et-à-dire des actions intentionnelles et malveillantes issues de véritables contre-révolutionnaires et d'anti-républicains.

### DuXIXesiècleau milieu duXXesiècle
La notion de civisme fut particulièrement importante au cours des XIXe et XXe siècles[réf. souhaitée]. La classe sociale et la profession affectaient grandement les valeurs de l'individu, et il y avait une division générale sur ce qu’étaient les meilleures vertus civiques. En outre, plusieurs grandes idéologies ont vu le jour, chacune ayant ses propres idées sur le civisme :
- Les conservateurs mettaient l'accent sur les valeurs familiales et l'obéissance au père et à l'État.
- Le nationalisme, partagé par des populations entières, faisait du patriotisme une vertu civique primordiale.
- Les libéraux associaient le républicanisme à une croyance au progrès et à la libéralisation fondée sur le capitalisme. La conciliation entre civisme et libéralisme impose peu d'exigences aux citoyens, partant du principe que la poursuite de ses intérêts dans la sphère privée est plus importante que la vie publique et que les citoyens peuvent se contenter de voter s'ils le souhaitent.
- Pour les socialistes, un civisme nécessite que les gens soient conscients de l'oppression au sein de la société et des forces qui soutiennent le statu quo (conscience de classe). Cette prise de conscience devait déboucher sur une action visant à changer le monde pour le bien, afin que chacun puisse devenir un citoyen respectueux de la société moderne. Rosa Luxemburg emploie elle-même le terme de « vertus civiques socialistes » comme élément clé de la lutte des classes et de la démocratie socialiste dans le programme Que Veut la Ligue Spartakiste ? de 1918[12]. Elle estimait que les institutions contrôlées par les travailleurs devaient être soutenues par des normes socialistes répandues qui seraient connues de tous et suivies par habitude mais qu'il serait donc nécessaire d’éloigner les travailleurs de l’égoïsme, de l’individualisme et de la compétition qui prédominaient dans les sociétés capitalistes et de les orienter vers une culture socialiste d’autodiscipline, de conscience civique, de solidarité et d’autonomie ouvrière; permettant au citoyen-travailleur de pouvoir acquérir les habitudes et les dispositions nécessaires à l'autonomie pour vivre dans une société autodéterminée par sa propre expérience de l'activité politique et de la lutte politique que les travailleurs[13].

Le notion de civisme se concentra sur le comportement et la responsabilité individuels et fut très importante. De nombreux libéraux sont devenus socialistes ou conservateurs à la fin du XIXe siècle et au début du XXe siècle[réf. souhaitée]. D'autres sont devenus des libéraux sociaux, valorisant le capitalisme avec un gouvernement fort pour protéger les pauvres. L'accent mis sur l'agriculture et la noblesse terrienne a été supplanté par un accent mis sur l'industrie et la société civile.

### De la fin duXXesiècleauXXIesiècle
La vertu civique peut beaucoup apporter à un système politique, mais la situation actuelle est loin d’être idéale en Occident. Plusieurs tendances et conditions semblent aller à l’encontre de la pratique d’un bon civisme. Le docteur en économie Martin Ljunge a toutefois établi une relation positive entre les liens familiaux et les vertus civiques, comme le montre la désapprobation de la fraude fiscale, de la fraude aux prestations sociales, de la corruption et de toute forme d'exploitation d'autrui à des fins personnelles. En effet, les personnes ayant de solides liens familiaux expriment plus de considération envers les autres car ces familles fortes cultivent des valeurs universalistes et produisent des individus plus prompts au civisme et à l'altruisme. Ljunge établit ce constat, en utilisant des données nationales provenant de 83 pays et des données sur les immigrants de deuxième génération dans 29 pays. Le lien entre les liens familiaux et les attitudes à l'égard de la fraude fiscale est plus fort dans les pays plus développés et démocratiques. Les résultats de Ljunge indiquent que la famille est particulièrement importante pour former de bons citoyens dans les pays plus démocratiques.

#### La Loi visant à favoriser le civisme au Québec
Si porter secours à une personne dont la vie est en danger fait partie des devoirs de tout citoyen au regard de l'article 2 de la Charte québécoise des droits et libertés de la personne, la Charte n’exige pas de le faire au risque de sa vie.
En 1973, un chauffeur de taxi de Montréal avait sauté de sa voiture pour prendre le volant d’un camion-remorque qui roulait sans conducteur rue Saint-Urbain, à Montréal pour éviter un accident. Toutefois, ce chauffeur de taxi s’était grandement blessé dans cette aventure. Afin de souligner le courage et la conduite exemplaires des citoyens qui portent secours à des personnes dont la vie est en danger comme ce chauffeur de taxi, le gouvernement du Québec a adopté, le 19 décembre 1977, la Loi visant à favoriser le civisme.
Cette loi québécoise permet de récompenser le sauveteur d'une décoration ou une distinction du gouvernement du Québec, pour avoir porté secours à autrui lorsque son intervention a comporté pour le sauveteur une part importante de danger en raison des circonstances périlleuses ou difficiles ayant pu mettre sa vie en danger. Cet acte est alors reconnue comme un acte de civisme exceptionnel et le sauveteur est valorisé.

#### La crise du civisme en France, sous la Vème République
Il y a en France, de nos jours, une véritable crise du civisme, qui contribue également à l’affadissement de la citoyenneté. Le Conseil d’État français, lui-même, constate dans son étude annuelle de 2018, que le civisme tourné vers le respect de l’intérêt général de la Nation est estompé par des solidarités communautaires renforcées par les nouveaux réseaux sociaux numériques et par une montée des comportements individualistes. Il note également que cette crise du civisme est aussi alimentée par la menace d’une rupture entre des élites, davantage tournées vers des formes de citoyenneté mondiale que vers les éléments de cohésion du corps social national, et une majorité, inquiète, en recherche d’identité. Cette crise du civisme semble également liée par l’émergence de populations en rupture par rapport au corps politique : les abstentionnistes du système électoral, les mouvements de désobéissance civile ou de contestation de la loi républicaine au nom de « citoyennetés » auto-proclamées comme les « zadistes », des nouvelles formes d’extrémisme politique incluant parfois le refus du fait majoritaire, le djihadisme et le terrorisme comme formes extrêmes de rupture avec le corps social.
Le Livret du citoyen, qui est remis pendant les cérémonies de naturalisation souligne le fait que « les devoirs des citoyens les uns envers les autres ne se limitent pas à des obligations juridiques. Ils reposent également sur une dimension morale : il s’agit de faire preuve de civisme et de civilité pour rendre supportable la vie en société. La politesse, le respect, la capacité à venir en aide à une personne en difficulté sont des éléments capitaux pour une citoyenneté vécue au quotidien ».
Le Conseil d'État déclare également dans cette même étude que le civisme participe évidemment de la citoyenneté, comme les expressions individuelles d’engagement au service de l’intérêt général dont les actes d’héroïsme et de bravoure constituent la forme la plus exceptionnelle et continuent d’illustrer l’idéal de citoyenneté, en prenant en exemple le sacrifice du colonel de gendarmerie Arnaud Beltrame, assassiné par égorgement le 24 mars 2018 à Carcassonne après s’être volontairement substitué à une otage au cours d’une attaque terroriste islamiste et le Conseil qualifie même Arnaud Beltrame d'emblème contemporain du civisme.
Le service civique et le service national universel sont des tentatives de faire face à cette crise du civisme.
Dans son rapport au Conseil économique, social et environnemental de 2009, Alain-Gérard Slama a proposé que l'apprentissage du civisme devrait commencer dès l'école maternelle, en même temps que les premières appropriations de la langue, car elles sont indissociables et qu'apprendre très tôt à communiquer avec autrui dans l'espace public permet aux enfants de s'exprimer autrement que par les violences. Il estime que la meilleure voie d’apprentissage du civisme est celle qui permet à chaque élève de découvrir par lui-même, en fonction du milieu et du moment, les normes qui doivent et peuvent être déduites des principes qui lui sont enseignés.
Pour pallier l’abstentionnisme, constaté lors des scrutins électoraux, la Fédération nationale des associations des anciens maires et adjoints de France (FAMAF), en partenariat avec l’Association des maires de France (AMF) et sous le patronage du ministère délégué aux Collectivités territoriales, organise chaque année depuis 2007 le concours « La Marianne du civisme », récompensant tous les ans les communes où les électeurs inscrits ont le plus usés de leur droit de vote au moment des consultations électorales.
Soutenu par des députés de l'Union pour un mouvement populaire, le député UMP Philippe Meunier avait proposé en 2012 une loi faisant du 1er février une journée nationale du civisme afin de pallier le manque de civisme dans la société française; cette journée n'aurait ni été chômée ni été fériée. La proposition de loi qui n'a pas été adoptée consistait à ce que les enseignants de tous les établissements d’enseignement, consacrent une partie de la journée normalement réservée à délivrer des cours à des élèves à initier avec les élèves des exposés et des discussions sur le civisme.

## Idées comparables dans les sociétés non occidentales
Le confucianisme, qui spécifie les vertus culturelles et les traditions que tous les membres de la société doivent observer, en particulier les chefs de famille et ceux qui gouvernent, a été la base de la société chinoise pendant plus de 2000 ans et reste encore influent dans la Chine moderne. Ses concepts connexes peuvent être comparés à l'idée occidentale de civisme.

## Concepts dérivés

### Civisme fiscal
Le civisme fiscal est une notion dérivée du civisme, utilisé en droit fiscal.
Le civisme fiscal peut se définir par le fait que le contribuable accomplit volontairement ses obligations fiscales, qu'elles soient déclaratives ou de paiement,.
Par cette notion du civisme fiscal, on s'intéresse ici à l'évaluation de la perception et de l'attitude du contribuable face aux contributions publiques qui se traduisent soit par leur consentement à l'impôt ou soit par des pratiques de fraude fiscale.
En effet, le civisme fiscal implique que le contribuable «accepte son effort fiscal», car il l'aura estimé légitime et nécessaire pour le maintien du lien social.
L'administration fiscale essaye d'établir avec le contribuable une relation de confiance en étant moins dans le contrôle et plus dans l'assistance et l'accompagnement du contribuable, ce qui a selon le juriste publiciste Michel Bouvier «pour conséquence que le consentement à l'impôt ne se joue plus seulement au Parlement, mais pour beaucoup au niveau de la pratique administrative, l'administration fiscale devenant le vecteur de cette acceptation de l'impôt».

### Des formes de vertus civiques
La chercheuse en philosophie Shelley Burtt estime que la conception courante de la vertu civique était inadaptée à la citoyenneté contemporaine, et qu'il faut lui substituer une conception plus satisfaisante. Elle a donc établi deux distinctions théoriques qui lui permettent d’une part de souligner la diversité des approches possibles de la politique de la vertu civique et d’autre part de mettre en évidence la forme de vertu qu'elle considère supérieure, à savoir une vertu civique fondée sur les intérêts personnels.
La première distinction des formes de vertu civique de Burtt propose une analyse tripartite des fondements psychologiques possibles de l’action vertueuse :
- la conception de la vertu civique par la contrainte du devoir : d’inspiration stoïcienne, le citoyen devient vertueux quand il se saisit par la raison qu’il est de son devoir de l’être et qu'il agit en conséquence. Dans cette conception, les passions comme les intérêts sont des obstacles à la vertu[26]. Burtt l’écarte pour deux raisons : premièrement, cette conception de la vertu confond morale et politique donc peut s'avérer dangereuse, et deuxièmement, elle est vouée à l'échec dans des sociétés culturellement imprégnées par l'individualisme comme les États-Unis car il est irréaliste de pouvoir persuader les citoyens américains qu’ils devraient ou pourraient quotidiennement chercher à sacrifier leurs désirs personnels pour favoriser le bien public[25].

- la conception de la vertu civique par l’éducation des passions : un citoyen devient vertueux en éteignant ou en étouffant ses passions de manière qu'il trouve « un accomplissement et une satisfaction personnels principalement en se mettant au service du public »[26]. Burtt convient que cette approche est plus satisfaisante que la première, car sa mise en œuvre impliquerait de faire appel à des motifs réalistes, fondés dans les aspirations personnelles des individus dûment réorientées. Néanmoins, Burtt estime cependant qu’elle doit être également écartée parce qu’elle supposerait de donner un trop grand pouvoir à l’État pour modeler l’esprit des individus; elle ne saurait donc fournir le point de départ d’une politique de la vertu dans les sociétés démocratiques contemporaines[25].
- la conception de la vertu civique par l’accommodement des intérêts : le citoyen devient vertueux en poursuivant son intérêt personnel lorsque la recherche du profit personnel des citoyens est convenablement structurée par les normes et les institutions de la république[26].

La seconde distinction des formes de vertu civique de Burtt propose une analyse dualiste des sources motivationnelles de l'action bénéfique envers le bien commun :
- la vertu civique d’esprit public suppose que le citoyen est disposé à servir, dans les actes et la délibération, la chose publique, qu'il privilégie, au détriment de ses propres besoins, désirs et ambitions[27]. Or, Burtt estime que le sacrifice des intérêts personnels induit par la vertu civique d'esprit public néglige la thèse anthropologique réaliste selon laquelle les individus ne peuvent pas ne pas chercher à satisfaire leurs intérêts personnels (thèse de l’égoïsme indépassable)[25].
- la vertu civique d’esprit privé suppose quant à elle, que le citoyen adopte un comportement bénéfique pour la chose publique, non motivé par des raisons orientées vers la sphère publique mais motivé par des raisons enracinées dans des intérêts et des engagements personnels qui l'ont conduit à servir leur pays[27]. Burtt se montre favorable à cette forme de vertu car selon elle, le citoyen considéra toute atteinte au bien public comme une atteinte à l’un des intérêts personnels critiques des citoyens, en l'occurrence, ses libertés, sa sécurité et son bonheur[25].

L'enseignant-chercheur français en philosophie Christopher Hamel, favorable à une vertu civique d'esprit public, s'oppose au constat de Burtt que la vertu civique d'esprit privé serait la meilleure forme de vertu et considère cette vertu comme une impasse. Il explique que le fait que Burtt considère la vertu civique d’esprit public comme inacceptable car il serait indissociable des sacrifices n'est pas très clair pour deux raisons : premièrement, Burtt n'explique pas ce que la vertu civique d’esprit public exige précisément de sacrifier (Le citoyen est-il censé se sacrifier lui-même? Ou doit-il sacrifier ses intérêts et désirs personnels? Ou bien, de façon plus précise et plus limitée, sacrifier ceux de ses intérêts qui pourraient entrer en conflit avec le maintien des institutions libres?) et deuxièmement, le sacrifice de soi demeure toujours selon Hamel une possibilité voire dans certaines situations politiques extrêmes (de guerre par exemple) ou dans des scénarios moraux extrêmes une nécessité. De plus, selon Hamel, la vertu civique d’esprit public n’implique pas un sacrifice absolu, mais un sacrifice partiel des intérêts personnels. Ce sacrifice implique de ne pas satisfaire des intérêts personnels qui seraient incompatibles avec le bien commun et de ne pas maximiser la satisfaction des intérêts personnels dont la satisfaction maximale (mais pas la satisfaction tout court) entrerait en conflit avec les exigences du bien commun.

## Concepts liés
- Si vous ne connaissez pas le sujet, laissez ce bandeau (vous pouvez alors contacter les auteurs).
- Si vous supprimez le contenu mis en cause (vous pouvez préalablement contacter les auteurs),

argumentez précisément cette suppression dans la page de discussion
(un manque de référence n'est pas un argument ; une recherche réelle de référence doit avoir été effectuée, être formellement documentée).
La convivialité (ou amabilité)
La convivialité est un ensemble de comportements prosociaux observés chez les personnes qui sont agréables, plaisantes, intéressées par les autres, géniales, empathiques, prévenantes et serviables. Le civisme se manifeste par des comportements courtois et polis dans les interactions quotidiennes, démontrant ainsi un respect et une considération envers autrui. Toutefois, tous les comportements civils ne sont pas aimables car le fait de se battre en duel en réponse à une insulte intolérable n'est pas un acte de convivialité mais de nombreuses cultures considèrent ce comportement comme un comportement civil.
La politesse (ou courtoisie) 
La politesse se concentre sur l'application des bonnes mœurs ou des règles de bienséance. Comme la politesse est influencée par des valeurs culturelles et l'éducation, ce qui est poli est souvent un indice pour déterminer un acte civil. Le philosophe romain Cicéron considérait que l’affabilité était la base de toutes ces vertus, dont la vertu civique « car il n’est pas de vertu si l’on n’y joint la mansuétude et l’affabilité ». Toutefois, on constate que si l'action en question n'est pas liée au civisme, alors elle peut être interprétée comme un acte courtois ou impoli, sans être strictement considérée comme un acte civil ou incivil.
Les bonnes manières
Bien qu'en apparence les règles de bienséance n'ont rien à voir avec la vertu civique, certaines règles de bienséance telles que la manière de se comporter, la manière de se vêtir, parler de manière élégante et respectueusement ou faire preuve d'une maîtrise de soi peuvent être assimilées à du civisme.
L'inclusivité
Le civisme et l'inclusivité entretiennent des liens. L'inclusivité vise à s'assurer que toutes les personnes, quelles que soient leurs différences, soient acceptées et traitées équitablement. L’inclusivité a des implications sur l’éthique et l’habitus mis en œuvre dans les coutumes, les organisations sociales et les principes créatifs-régulateurs des lieux. L’axiologie de l’inclusivité en tant que civisme se fonde sur la philosophie politique de la valeur, qui s’éloigne des théories politiques traditionnellement morales et normatives, car elle ne considère pas le sujet comme un individu abstrait, interchangeable et autonome. Cette vision de l'inclusivité comme civisme a des conséquences positives (sentiment d'appartenance) comme négatives (boboïsation).
L'incivilité
L'incivilité est un terme général désignant un comportement social manquant de civisme ou de bonnes manières, sur une échelle allant de l'impolitesse ou du manque de respect envers les aînés au vandalisme et au hooliganisme, en passant par l'ivresse publique et les comportements menaçants. Le mot incivilité est dérivé du Latin incivilis, qui signifie "pas digne d'un citoyen".
La distinction entre la simple impolitesse et l'incivilité perçue comme une menace dépendra d'une certaine notion de "civilité" en tant que structure de la société ; l'incivilité, considérée comme plus inquiétante que les mauvaises manières, dépend de la perception de notions telles que son antagonisme avec les concepts complexes de civisme ou de société civile. Elle est devenue une question politique contemporaine dans un certain nombre de pays.

#### Notions liées
- Certificat de civisme
- Citoyenneté
- Chose publique
- Intelligence civique
- Républicanisme
- Patriotisme
- Nationalisme civique
- Religion civile
- England expects that every man will do his duty ("L'Angleterre attend de chaque homme qu'il fasse son devoir")

#### Notions proches
- Arete
- Vertus théologales
- Virtus

#### Notions opposées
- Vandalisme